# Sagenia alata
Sagenia alata là một loài thực vật có mạch trong họ Dryopteridaceae. Loài này được (Hook. & Grev.) Bedd. miêu tả khoa học đầu tiên năm 1866.